# 斎藤久志
斎藤 久志（さいとう ひさし、1959年10月5日 - 2022年12月17日）は、日本の映画監督、脚本家。日本映画大学准教授。

## 略歴
東京都出身。大阪芸術大学中退。プロデビュー前に、TBSの深夜番組「えびぞり巨匠天国」で「キリコ」という、サイバーニュウニュウの音楽を使用した作品を出品。審査員からは賛否両論だった。また、園子温のPFFスカラシップ作品「自転車吐息」を手伝った。
1985年、自主製作映画『うしろあたま』がぴあフィルムフェスティバルに入選。同年の入選者には、平野勝之、諏訪敦彦らがいる。87年には第2回PFFスカラシップ作品『はいかぶり姫物語』で劇場デビューを果たす。
2022年12月17日死去。63歳没。

## フィルモグラフィー

### 監督作品
- はいかぶり姫物語(1986年)
- ふたつくくり(1990年)
- はじめての夏(1993年)
- 夏の思い出 異・常・快・楽・殺・人・者（1995年）
- ワンピース忠臣蔵(1996年)
- フレンチドレッシング（1998年）
- サンデイ ドライブ（2000年）
- いたいふたり(2002年)[6]
- 最初の七日間（2008年）
- スーパーローテーション(2012年)
- なにもこわいことはない（2013年）
- 空の瞳とカタツムリ（2019年）
- 草の響き（2021年）

### 脚本作品
- はいかぶり姫物語(1986年)
- キクロプス(1987年)
- ふたつくくり(1990年)
- 自転車吐息(1990年)
- 「物陰に足拍子」より MIDORI(1996年)
- 夢魔(1994年)
- 湾岸バッド・ボーイ・ブルー(1992年)
- カオス
- M（2006年）
- 最初の七日間（2008年）
- 大脱出!脱出ゲーム　THE MOVIE 「悪魔の家政婦シリーズ　スピンオフ　HoneyMoon」(2009年)

## 論文
- 国立情報学研究所収録論文 - 国立情報学研究所